# Nexans Autoelectric
Nexans Autoelectric este o companie producătoare de cablaje și componente pentru industria auto din Germania.
În anul 2006, Autoelectric GmbH avea aproape 4.000 de angajați în subsidiarele dezvoltate în Germania, Statele Unite, Cehia, România și Mexic, înregistrând anual o cifră de afaceri de peste 100 de milioane de euro.

## Nexans Autoelectric în România
Grupul și-a început activitățile în România în 1997, o dată cu demararea productței la Sântana, în județul Arad.
În 1999, grupul demarează prima investiție de tip greenfield, într-o fabrică de 6.000 de metri pătrați la Sântana, iar în 2001 este derulată o investiție similară la Pancota.
Fabrica de la Pâncota este deținută de subsidiara EKR Elektrokontakt.
Număr de angajați în 2006: 1.200 
Cifra de afaceri în 2005: 7 milioane euro 